# Jefferson (Iowa)
Jefferson é uma cidade localizada no estado americano de Iowa, no Condado de Greene.

## Demografia
Segundo o censo americano de 2000, a sua população era de 4626 habitantes.
Em 2006, foi estimada uma população de 4366, um decréscimo de 260 (-5.6%).

## Geografia
De acordo com o United States Census Bureau tem uma área de
15,2 km², dos quais 15,1 km² cobertos por terra e 0,1 km² cobertos por água.

## Localidades na vizinhança
O diagrama seguinte representa as localidades num raio de 20 km ao redor de Jefferson.